# Stratonike
Stratonike (ca. 315-254 v.Chr.) was een koningin van het Seleucidische Rijk. Ze werd rond 315 v.Chr. geboren als dochter van Demetrius I Poliorketes en Phila.
In 299 trouwde Stratonike met koning Seleucus I Nicator. Het groots gevierde huwelijk vond plaats in Rhosus in Macedonië. Zij kreeg met hem een dochter genaamd Phila, die later zou trouwen met Antigonus II Gonatas.
In 293 of 294 huwde zij met Antiochus, de zoon van Seleucus en diens eerste vrouw Apame. Antiochus was namelijk al enige tijd hevig verliefd op zijn stiefmoeder en volgens de schrijver Plutarchus was Antiochus daar zo ziek door geworden dat de arts Erasistratos vreesde voor Antiochus' leven. De arts raadde Seleucus daarom aan om Stratonike aan Antiochus af te staan. Seleucus bleek daartoe bereid en Antiochus mocht met Stratonike in het huwelijk treden. Het stel kreeg vijf kinderen: Seleucus, Laodice, Apame, Antiochus II Theos en Stratonike.
Stratonike overleed in september of oktober 254 in Sardes.
Er zijn twee steden naar haar vernoemd: Stratonicea in Karië en Stratonicea bij de rivier Caicus.